# Syncomistes
Syncomistes és un gènere de peixos pertanyent a la família dels terapòntids.

## Taxonomia
- Syncomistes butleri (Vari, 1978)[4]
- Syncomistes kimberleyensis (Vari, 1978)[4]
- Syncomistes rastellus (Vari & Hutchins, 1978)[5]
- Syncomistes trigonicus (Vari, 1978)[6][7][8][9][10][11][12]